# 琉球弧先住民族會
琉球弧先住民族會是一個基於聯合國憲章和世界人權宣言的精神而成立，以恢復先住民琉球民族、保障琉球的自主權（包括自決權、自治權）、尋求琉球民族受害補償的一個組織。現任會長為宮里護佐丸。該會吸納1879年琉球被日本吞併以前在琉球國住民的子孫、且對琉球民族認同者。
2007年9月21日，該組織在沖繩縣浦添市遞交成為非營利團體的申請，並於12月7日獲得承認。2012年7月，取得聯合國經濟社會理事會特殊顧問（Special Consultative Status）的資格。